# Minoru Oda
Minoru Oda né le 24 février 1923 à Sapporo, décédé le 1er mars 2001, est un scientifique japonais qui a joué un rôle déterminant dans le programme spatial scientifique japonais au cours des années 1970-1980. Au sein de l'ISAS l'agence spatiale dédiée aux missions scientifiques, il a développé plusieurs observatoires spatiaux rayons X tel que Hakucho lancé en 1979, qui ont fait de son pays un leader dans ce domaine. Il a mis au point le collimateur à modulation utilisé en astronomie des rayons X avant le développement des télescopes capables de focaliser ce type de rayonnement. Il a  également présidé l'ISAS et le grand institut de recherches japonais RIKEN.

## Distinctions et récompenses
- 1964：Prix Nishina
- 1970：Prix Toray Science et Technologie
- 1975：Prix impérial de l'Académie japonaise
- 1981：Prix Asahi（ représentant de l'équipe d'Observation de satellite "Hakucho"）
- 1986：Personne de mérite culturel
- 1987：Prix Tsiolkovski
- 1987：Prix von Kármán
- 1988：Membre de l'Académie indienne des sciences
- 1991：Prix Marcel Grossmann
- 1992：Membre de l'Académie pontificale des sciences
- 1993：Ordre de la Culture
- 1996：Prix Committee on Space Research
- 1997：Prix Grand Cordon of the Order of the Sacred Treasure
- 1999：Membre de l'Académie américaine des arts et des sciences

L'astéroïde (9972) Minoruoda est nommé en son honneur.